# NGC 6985/2
NGC 6985/2 је спирална галаксија у сазвежђу Водолија која се налази на NGC листи објеката дубоког неба.
Деклинација објекта је - 11° 6' 29" а ректасцензија 20h 45m 1,4s. Привидна величина (магнитуда) објекта NGC 6985 износи 14,7 а фотографска магнитуда 15,5. NGC 69852 је још познат и под ознакама MCG -2-53-1, VV 546, PGC 969910.